# Victor Adolphe Malte-Brun
Victor Adolphe Malte-Brun (Pariz, 25. studenog 1816. – Marcoussis, 13. srpnja 1889.),  bio je francuski geograf i kartograf.
Malte-Brunov otac Conrad Malte-Brun (pravo ime Malthe Conrad Bruun) je osnivač Société de Géographie, koji je također francuski geograf, danskog podrijetla. Svog oca je izgubio u dobi od deset godina .
1851. Malte-Brun postaje član Société de Géographie i brzo naprijeduje u tajnika te organizacije.

## Djela
- Histoire de Marcoussis, (Povijest Marcoussisa, 1867.)
- Les jeunes voyageurs en France ou Description pittoresque du sol et des curiosités de ce pays 1841.